# Cabinet Rhodri Morgan I
Pour les articles homonymes, voir Gouvernement Morgan.
2e exécutif dévolu du pays de Galles
Michael Morgan II
Le premier cabinet de Rhodri Morgan est le deuxième exécutif gallois dévolu entre le 22 février et le 16 octobre 2000, sous la première mandature de l’Assemblée nationale du pays de Galles.
Minoritaire, il est dirigé par Rhodri Morgan, nouveau chef du Labour après la démission d’Alun Michael et à la tête d’une majorité relative au sein de la chambre élue en mai 1999. Il succède au cabinet Michael (1999-2000) et précède le deuxième cabinet Morgan (2000-2003).

## Histoire

### Contexte politique
Après l’élection de l’Assemblée nationale du pays de Galles, un cabinet minoritaire soutenu par les seuls membres du Wales Labour est formé le 12 mai 1999 par Alun Michael, désigné premier secrétaire par l’Assemblée. Au cours de la mandature, la direction de l’Assemblée par le premier secrétaire est remise en cause par les partis d’opposition si bien que les Conservatives introduisent une motion de défiance pour « défaillance » de l’administration travailliste dans la garantie de financements par des fonds européens destinés au pays de Galles, mais elle est rejetée par les membres de l’Assemblée le 2 novembre 1999,,.
Aussi, Plaid Cymru menace le 19 janvier 2000 le premier secrétaire de destitution s’il ne parvient pas à obtenir une trace écrite du Trésor certifiant que la somme de 1,2 milliard de livres sterling du programme européen de régénération « Objectif un » sera transmise au pays de Galles. En son absence, le 8 février 2000, Plaid Cymru présente à l’Assemblée nationale du pays de Galles — avec le soutien des Conservatives et des Liberal Democrats — une seconde motion de défiance à l’encontre du premier secrétaire Alun Michael. Le débat sur la motion est prévu pour le lendemain,.
La motion de défiance est approuvée par 31 voix pour, 27 contre et une abstention lors de la séance de l’Assemblée du 9 février. Contre toute attente, elle est précédée par la démission d’Alun Michael du poste de premier secrétaire au cours du débat. Considéré comme « parachuté » par le parti national de Londres contre la volonté de la majorité des travaillistes gallois et qualifié de « caniche de Blair » par Plaid, il est remplacé dans ses fonctions de premier secrétaire le jour-même par Rhodri Morgan, secrétaire au Développement économique, agissant de façon intérimaire. Le lendemain, Dafydd Wigley (Plaid Cymru), le chef de l’opposition, fait savoir qu’il ne se montrera pas hostile à la nomination de Rhodri Morgan comme premier secrétaire permanent,.

### Mise en place et évolution du cabinet
Le premier secrétaire intérimaire envisage le 10 février la formation d’un cabinet de coalition comme un moyen de mettre fin à l’instabilité politique qui touche l’Assemblée galloise depuis les élections de mai 1999. Jusqu’alors chef provisoire du mouvement à la suite de la démission d’Alun Michael de ses fonctions partisanes (9 février), Rhodri Morgan prend la tête du Wales Labour par décision du comité exécutif gallois le 11 février 2000,,,.
Le 15 février 2000, Rhodri Morgan est nommé premier secrétaire de l’Assemblée de plein exercice. Il annonce qu’il reprend les membres du cabinet précédent y compris lui-même en secrétaire au Développement économique. Dans l’équipe ministérielle en fonction depuis le 12 mai 1999, un remaniement est opéré le 22 février : quelques appellations sont modifiées, des postes sont échangés entre secrétaires sortants et Sue Essex intègre le cabinet. Trois postes de vice-secrétaires — une dignité créée pour l’occasion — sont institués le lendemain pour assister les principaux responsables ministériels,,,.
Rhodri Morgan démet Christine Gwyther de sa fonction de secrétaire à l’Agriculture et au Développement rural le 23 juillet 2000. En poste depuis 15 mois, ayant fait l’objet de trois motions de censure à l’Assemblée, elle est notamment critiquée pour son végétarisme et pour avoir déclaré que la part de l’agriculture dans l’économie du pays de Galles était « proche de zéro ». Son vice-secrétaire Carwyn Jones est nommé pour la remplacer. Le lendemain, Delyth Evans, nouvelle membre de l’Assemblée à la place d’Alun Michael et ancienne conseillère de ce dernier en tant que premier secrétaire, est désignée vice-secrétaire à l’Agriculture, au Gouvernement local et à l’Environnement,,,.
Un projet de partenariat ministériel qualifié de Coalition Partnership (le « Partenariat de coalition » en français) entre les Labour et les Liberal Democrats — leur prévoyant deux places dans le cabinet travailliste dont une avec le titre de « vice-premier ministre » — est présenté le 5 octobre 2000, alors que des membres de l’Assemblée demandaient la veille au premier secrétaire d’abandonner son portefeuille du Développement économique,.
Bien que coalition soit approuvée par les organes du Wales Labour le 6 octobre, des membres du parti s’y opposent et Tom Middlehurst, secrétaire à l’Éducation des plus de 16 ans et à la Formation, quitte du cabinet le 9 octobre. Les démocrates libéraux acceptent de sceller l’accord le 15 octobre. Le cabinet prend officiellement fin le lendemain, le 16 octobre 2000, jour de la formation du deuxième cabinet Morgan,,.

## Statut

### Intitulé gouvernemental
Au sens de la disposition 56 du Government of Wales Act 1998, le cabinet est le « comité exécutif » (executive committee en anglais) de l’Assemblée nationale du pays de Galles et l’attribution de son titre est une prérogative parlementaire. Or, le règlement intérieur de l’Assemblée le qualifie de « cabinet de l’Assemblée » (Assembly Cabinet en anglais),.

### Postes ministériels
Chaque membre du cabinet de l’Assemblée prend rang selon l’ordre hiérarchique ministériel établi :
1. Le premier secrétaire de l’Assemblée (Assembly First Secretary en anglais et Prif Ysgrifennydd y Cynulliad en gallois)[a] ;
2. Les secrétaires de l’Assemblée (Assembly Secretaries en anglais et Ysgrifenyddion y Cynulliad en gallois)[a] ;
3. Les « vice-secrétaires de l’Assemblée » (Deputy Assembly Secretaries en anglais et Dirprwy Ysgrifenyddion y Cynulliad en gallois)[b].

## Composition

### Cabinet
Les secrétaires du cabinet sont nommés le 22 février 2000. Karen Sinclair, en qualité de whip en chef, y participe.
Christine Gwyther, secrétaire à l’Agriculture et au Développement rural, est démise de ses fonctions par le premier secrétaire le 23 juillet 2000. Carwyn Jones, jusque là vice-secrétaire à l’Agriculture, au Gouvernement local et à l’Environnement, reprend son portefeuille.
Tom Middlehurst, secrétaire à l’Éducation des plus de 16 ans et à la Formation, démissionne du cabinet le 9 octobre 2000. 
| Poste | Identité          | Mandat                       | Parti | Parti  |
| --- | ----------------- | ---------------------------- | ----- | ------ |
| Premier secrétaire First Secretary                                                                                 | Rhodri Morgan     | 9 février — 16 octobre 2000  |       | Labour |
| Secrétaire au Développement économique Secretary for Economic Development                                          | Rhodri Morgan     | 22 février — 16 octobre 2000 |       | Labour |
| Secrétaire aux Affaires d’assemblée Secretary for Assembly Business                                                | Andrew Davies     | 22 février — 16 octobre 2000 |       | Labour |
| Secrétaire aux Finances Secretary for Finance                                                                      | Edwina Hart       | 22 février — 16 octobre 2000 |       | Labour |
| Secrétaire à l’Éducation des plus de 16 ans et à la Formation Secretary for Post 16 Education and Training         | Tom Middlehurst   | 22 février — 9 octobre 2000  |       | Labour |
| Secrétaire à la Santé et aux Services sociaux Secretary for Health and Social Services                             | Jane Hutt         | 22 février — 16 octobre 2000 |       | Labour |
| Secrétaire à l’Éducation et aux Enfants Secretary for Education and Children                                       | Rosemary Butler   | 22 février — 16 octobre 2000 |       | Labour |
| Secrétaire à l’Agriculture et au Développement rural Secretary for Agriculture and Rural Development               | Christine Gwyther | 22 février — 23 juillet 2000 |       | Labour |
| Secrétaire à l’Agriculture et au Développement rural Secretary for Agriculture and Rural Development               | Carwyn Jones      | 23 juillet — 16 octobre 2000 |       | Labour |
| Secrétaire au Gouvernement local et au Logement Secretary for Local Government and Housing                         | Peter Law         | 22 février — 16 octobre 2000 |       | Labour |
| Secrétaire à l’Environnement, à la Planification et au Transport Secretary for Environment, Planning and Transport | Sue Essex         | 22 février — 16 octobre 2000 |       | Labour |
| Titulaire d’un poste ayant des dispositions particulières pour être membre du cabinet                              |                   |                              |       |        |
| Whip en chef Chief Whip                                                                                            | Karen Sinclair    | 22 février — 16 octobre 2000 |       | Labour |

### Autres membres du cabinet
Les vice-secrétaires du cabinet sont nommés le 23 février 2000.
Delyth Evans est nommée vice-secrétaire à l’Agriculture, au Gouvernement local et à l’Environnement le 24 juillet 2000 en remplacement de Carwyn Jones nommé secrétaire la veille.
| Poste | Identité          | Mandat                       | Parti | Parti  |
| --- | ----------------- | ---------------------------- | ----- | ------ |
| Vice-secrétaire à la Santé et aux Services sociaux Deputy Secretary for Health and Social Services                                             | Alun Pugh         | 23 février — 16 octobre 2000 |       | Labour |
| Vice-secrétaire à l’Agriculture, au Gouvernement local et à l’Environnement Deputy Secretary for Agriculture, Local Government and Environment | Carwyn Jones      | 23 février — 23 juillet 2000 |       | Labour |
| Vice-secrétaire à l’Agriculture, au Gouvernement local et à l’Environnement Deputy Secretary for Agriculture, Local Government and Environment | Delyth Evans      | 24 juillet — 16 octobre 2000 |       | Labour |
| Vice-secrétaire à l’Éducation et à l’Économie Deputy Secretary for Education and the Economy                                                   | Christine Chapman | 23 février — 16 octobre 2000 |       | Labour |